# Nad Narimani
Nad Narimani (Bristol, 4 de abril de 1987) é um lutador inglês de artes marciais mistas, atualmente competindo no peso pena do Ultimate Fighting Championship.

## Carreira no MMA

### Ultimate Fighting Championship
Narimani fez sua estreia no UFC em 22 de julho de 2018 contra Khalid Taha no UFC Fight Night: Shogun vs. Smith. Ele venceu por decisão unânime.
Narimani enfrentou Anderson dos Santos em 17 de novembro de 2018 no UFC Fight Night: Magny vs. Ponzinibbio. Ele venceu por decisão unânime.
Narimani em seguida enfrentou Mike Grundy em 16 de março de 2019 no UFC Fight Night: Till vs. Masvidal.
 Narimani perdeu por nocaute técnico no segundo round.

## Cartel no MMA
| Cartel no MMA   |             |            |
| 16 lutas        | 12 vitórias | 4 derrotas |
| Por nocaute     | 2           | 1          |
| Por finalização | 5           | 0          |
| Por decisão     | 5           | 3          |

| Res.    | Cartel | Oponente                | Método                                  | Evento                                      | Data       | Round | Tempo | Local               | Notas                                         |
| ------- | ------ | ----------------------- | --------------------------------------- | ------------------------------------------- | ---------- | ----- | ----- | ------------------- | --------------------------------------------- |
| Derrota | 12-4   | Grant Dawson            | Decisão (unânime)                       | UFC Fight Night: Figueiredo vs. Benavidez 2 | 18/07/2020 | 3     | 5:00  | Abu Dhabi           |                                               |
| Derrota | 12–3   | Mike Grundy             | Nocaute técnico (socos)                 | UFC Fight Night: Till vs. Masvidal          | 16/03/2019 | 2     | 4:42  | Londres             |                                               |
| Vitória | 12–2   | Anderson dos Santos     | Decisão (unânime)                       | UFC Fight Night: Magny vs. Ponzinibbio      | 17/11/2018 | 3     | 5:00  | Buenos Aires        |                                               |
| Vitória | 11–2   | Khalid Taha             | Decisão (unânime)                       | UFC Fight Night: Shogun vs. Smith           | 22/07/2018 | 3     | 5:00  | Hamburgo            |                                               |
| Vitória | 10–2   | Paddy Pimblett          | Decisão (unânime)                       | Cage Warriors Fighting Championship 82      | 01/04/2017 | 5     | 5:00  | Liverpool           | Ganhou o Cinturão Peso Pena do Cage Warriors. |
| Vitória | 9–2    | Daniel Requeijo         | Finalização (guilhotina)                | Cage Warriors Fighting Championship 76      | 04/06/2016 | 3     | 1:21  | Newport             |                                               |
| Vitória | 8–2    | Jeremy Petley           | Nocaute técnico (socos)                 | BAMMA 23                                    | 04/11/2015 | 1     | 2:26  | Birmingham          |                                               |
| Derrota | 7–2    | Alex Enlund             | Decisão (unânime)                       | Cage Warriors Fighting Championship 73      | 01/11/2014 | 5     | 5:00  | Newcastle upon Tyne | Pelo Cinturão Peso Pena do Cage Warriors.     |
| Vitória | 7–1    | Benjamin Brander        | Finalização (mata-leão)                 | Cage Warriors Fighting Championship 64      | 15/02/2014 | 1     | 4:53  | Londres             |                                               |
| Vitória | 6–1    | Athinodoros Michailidis | Finalização (mata-leão)                 | Cage Warriors Fighting Championship 60      | 05/10/2013 | 1     | 3:42  | Londres             |                                               |
| Derrota | 5–1    | Graham Turner           | Decisão (dividida)                      | Cage Warriors Fighting Championship 56      | 06/07/2013 | 3     | 5:00  | Londres             |                                               |
| Vitória | 5–0    | Karsten Lenjoint        | Decisão (unânime)                       | Fight UK 9                                  | 20/04/2013 | 3     | 5:00  | Leicester           |                                               |
| Vitória | 4–0    | Marcin Wrzosek          | Decisão (dividida)                      | Fight UK 8                                  | 17/11/2012 | 3     | 5:00  | Leicester           |                                               |
| Vitória | 3–0    | Maksym Matus            | Finalização (triângulo)                 | Cage Conflict 14                            | 28/08/2012 | 1     | 0:53  | Manchester          |                                               |
| Vitória | 2–0    | Alex Brunnen            | Finalização (mata-leão)                 | Tear Up 7: Murch vs. Paul                   | 19/11/2011 | 2     | 4;28  | Bristol             |                                               |
| Vitória | 1–0    | Harvey Dines            | Nocaute técnico (interrupção do córner) | KnuckleUp MMA: The New Breed 7              | 16/07/2011 | 2     | 4:42  | Somerset            |                                               |